# Ижеславское городище
Ижеславское городище — городище древнерусского Ижеславца (Изяславля Рязанского), ныне села Ижеславль Рязанской области. Расположено, в отличие от села, на правом берегу Прони. По соседству от него к западу находится Лубянское городище.
Ижеславское городище имеет прямоугольную форму размерами 280×200 м и с трёх сторон (западной, южной и восточной) окружено тремя рядами достаточно хорошо сохранившихся валов высотой до 3 м и рвов глубиной 2,5—3 м. Основная площадка городища возвышается над Проней до 50 м. В валах сохранились три проёма — остатки ворот. В северо-западном углу городища просматриваются следы отдельного укрепления (детинца). Его размеры составляют 70×70 м и она окружена двумя валами высотой до 2 м.
В 1953 году городище исследовалось археологической экспедицией под руководством А. Л. Монгайта, который охарактеризовал его как один из наиболее интересных и внушительных археологических памятников Рязанского княжества. Экспедиция достаточно скрупулёзно изучила городище, заложив 15 шурфов размерами 9-16 м² и сделав пять раскопов размером 100—140 м². Были обнаружены следы внутренних усадеб, обнесённых деревянным частоколом, большое количество глиняной посуды, много железных предметов. Среди находок также были многочисленные стеклянные браслеты, мраморные нательные крестики, янтарный перстень, ряд ювелирных изделий из меди и серебра. Фактически все обнаруженные предметы датировались XII—XIII веками.
Именем Ижеславского городища назван близлежащий заказник по правому берегу реки Прони протяжённостью 1 км.